# Échos la nuit
Échos la nuit ist ein Soloalbum von Michaël Attias. Die am 13. Dezember 2017 in La Maison en Boi in Abbéville-la-Rivière entstandenen Aufnahmen erschienen am 5. April 2019 auf dem Label Out of Your Head.

## Hintergrund
In den frühen Tagen von Rahsaan Roland Kirks Karriere gab es Kritiker, die den blinden Musiker mit drei um den Hals hängenden Instrumenten – zwei gleichzeitig zu spielenden – als Pose betrachteten, notierte Karl Ackermann; dann hörten sie ihn spielen. Vierzig Jahre später und gefiltert durch den Einfluss von vier Kontinenten nimmt sich Michael Attias der Aufgabe an, auf zwei verschiedenen Instrumenten gleichzeitig zu improvisieren, ohne Overdubs oder nachträgliche Verbesserungen. Attias ist vor allem für sein Saxophonspiel bekannt, gilt aber auch als versierter Pianist und widmet auf diesem Album jedem Instrument eine einzige Hand. In der Zwischenzeit fügte er diesen minimalistischen Improvisationen zusätzliche Klangebenen hinzu, indem er den Nachhall des Raums, in dem sie aufgenommen wurden, und „die sympathetische Resonanz der Klaviersaiten, die durch den Klang des Saxophons in Schwingung versetzt werden“, wie er in den Liner Notes schreibt, nutzt.

## Titelliste
- Michaël Attias: Échos la nuit (Out of Your Head Records – OOYH003)[3]

1. Echoes I: Mauve 4:24
2. Trinité 4:25
3. Grass 4:40
4. Autumn I 2:19
5. Autumn II 4:27
6. Fenix III 4:51
7. Circles 5:41
8. Rue Oberkampf 3:12
9. Wrong Notes 1:21
10. Song for the Middle Pedal 6:48
11. Sea in the Dark 4:55
12. Echoes II: Night 5:43

Die Kompositionen stammen von Michaël Attias.

## Rezeption
Verglichen mit der Musik des Trios Renku (Live in Greenwich Village (2016), mit dem Bassisten John Hébert und dem Schlagzeuger Satoshi Takeishi) könnte die Musik auf Échos la nuit unterschiedlicher nicht sein, schrieb Karl Ackermann in All About Jazz. Während die Trio-Session eine atemberaubende Reihe von Improvisationen sei, deren Stil eher an Attias’ Spun Tree-Quintett mit Ralph Alessi, Matt Mitchell, Sean Conly und Tom Rainey erinnere, sei das Soloalbum eine Übung des stillen Experimentierens, egal ob Attias Klaviermelodien verstreut, flattert oder schlangenförmige Linien auf dem Altsaxophon webe, gewohnte und ungewohnte Klänge gleichzeitig präsentiere, manchmal von innen nach außen. Was die Stücke von Attias so besonders mache, sei, dass jedes auf Transformation ebenso hinarbeite wie auf Wiederaufnahme eines Themas. Trotz aller minimalistischen Qualitäten sei die Musik unter der Oberfläche komplex und belohne am besten aufmerksames Zuhören.
Das großartige Nerve Dance des Michaël Attias Quartet habe eine gespenstische Ästhetik gezeigt, schrieb Brad Cohan in JazzTimes; Attias behalte diese Atmosphäre auch auf seinem ersten Soloalbum bei, das einen wirklich staunen lasse. Auf Échos la nuit würde Attias die Rolle eines Multitasking-Zauberers übernehmen, der mit der linken Hand Altsaxophon und mit der rechten Klavier spielt. Das Album ist nicht nur wegen seiner unkonventionellen Herangehensweise einzigartig, sondern auch weil er es in einer Stunde und ohne Overdubs geschafft habe. Attias erweise sich als Meister der Stimmungen und liefere gleichzeitig die spärlichsten melodischen Passagen in den 12 filmischen Stücken schaffe er packende und hypnotische Klanglandschaften, die seltsam eingängig und voller Spannung sind, meist gleichzeitig. Komplett improvisiert sei Échos la nuit „eine Ein-Mann-Show der Extraklasse“.